# Diète (politique)
Pour les articles homonymes, voir Diète.
 (mars 2023).
Si vous disposez d'ouvrages ou d'articles de référence ou si vous connaissez des sites web de qualité traitant du thème abordé ici, merci de compléter l'article en donnant les références utiles à sa vérifiabilité et en les liant à la section « Notes et références ».

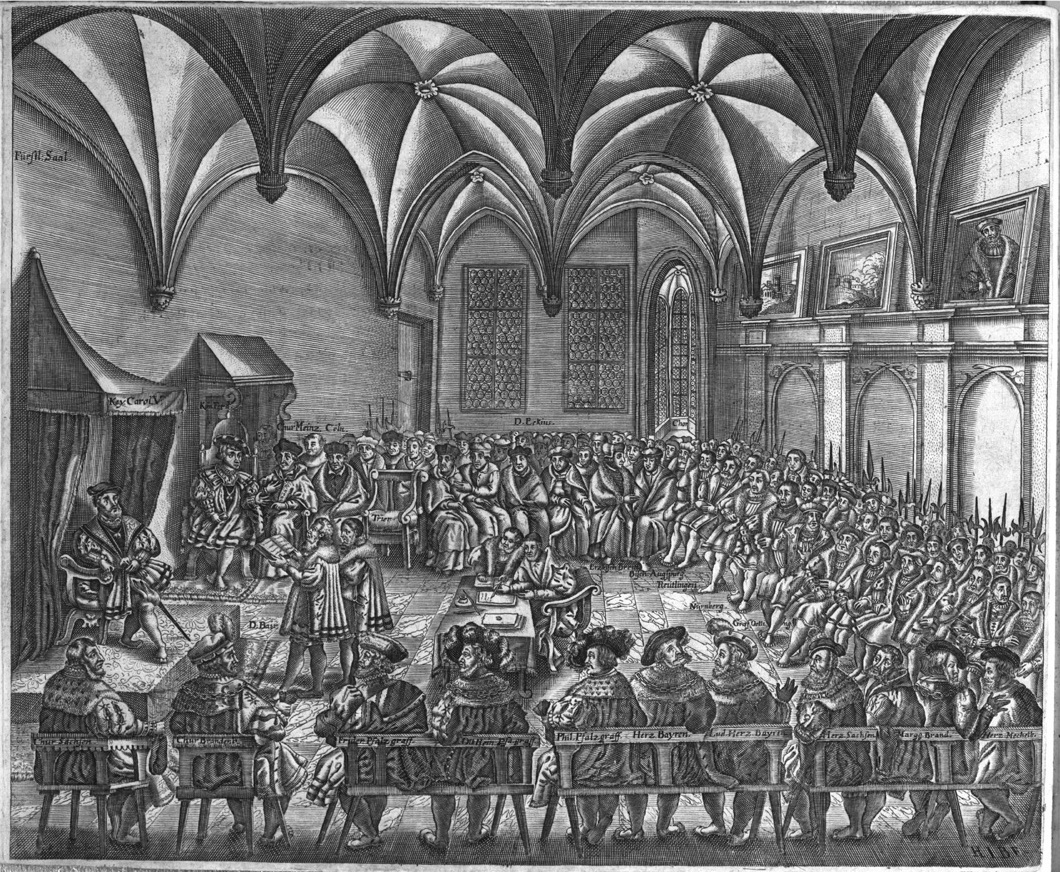
Diète d'Augsbourg en 1530

En politique, une diète est une assemblée délibérative. On emploie essentiellement ce mot en référence au Parlement japonais, à la chambre basse polonaise, au Bundestag allemand, aux assemblées parlementaires de Lettonie et Lituanie ou à des institutions anciennes.

## Étymologie
Le mot diète provient du latin médiéval dieta, qui dérive lui-même de dies (« jour »). On peut le rapprocher des mots allemands Tagung et Tag (jour) employé dans Bundestag et Reichstag.

## États ayant connu des diètes sous l'Ancien Régime
- Croatie
- Hongrie
- Pologne
- Principauté de Transylvanie (du XIe siècle à 1711)
- Grand-duché de Transylvanie
- Saint-Empire romain germanique, on parle de la Diète d'Empire.
- Suisse : Diète fédérale (en allemand : Tagsatzung), assemblée des représentants des cantons suisses depuis le XVIe siècle jusqu'en 1848.
- Bohême

## États contemporains pour lesquels on emploie en français le mot diète
Dans certains régimes démocratiques contemporains, on emploie en français le mot « diète » pour désigner une assemblée, généralement la chambre basse du parlement quand le régime est bicaméral, par exemple :
- Diète du Japon (国会 (Kokkai?)) – désigne les deux assemblées du parlement, la Chambre des représentants et la Chambre des conseillers ;
- Diète de Pologne, en polonais : Sejm (les assemblées régionales sont nommées « diétines », en polonais : sejmik) ;
- Diète hongroise, désignant l'assemblée nationale hongroise et seul organe du pouvoir législatif en Hongrie ;
- en Allemagne, Bundestag, « Diète fédérale », par opposition au Bundesrat, « Conseil fédéral » représentant les länder, et dans chaque land un Landtag, « diète régionale » ;
- en Suède, le Riksdag, diète nationale ou diète d'État ;
- en Finlande, Diète nationale de Finlande (en finnois : Eduskunta ou en suédois Riksdagen) ;
- au Liechtenstein, la diète (ou Landtag) ;
- en Lituanie et Lettonie, les diètes nationales, nommées dans la langue du pays respectivement Seimas et Saeima.